# 赵安博
赵安博（1915年—1999年），曾名时浚，男，浙江上虞人，中国外交家、日本问题专家、翻译家，原中国翻译工作者协会名誉理事，第五、六、七届全国政协委员。